# Палеологов ренесанс
Палеологовият ренесанс е художествен период, част от византийското изкуство, което се появява и придобива разпространение след възстановяването на Византия през 1261 г. Свързва се с последната династия, управлявала империята – Палеолози, по чието име е и известен.

## Описание
Характеризира се с Хуманизъм, съчетан с реализъм на изображенията (предимно стенописи).
В тази епоха скъпоструващата мозайка все по-често отстъпва място на фреската. Именно по това време е построена и украсена знаменитата църква „Христос Спасител“, като нейната мозайка и фрески се смятат за автентичен паметник от Палеологовата епоха.
Увеличава се числото на сюжети от иконописта. В търсене на новости художниците все по-често прибягват към Апокрифните евангелия (тези неприети от официалната църква).
Към представителите на епохата на Палеологовия ренесанс може да се отнесе Теофан Грък.
Учените спорят дали е възможно Палеологовият ренесанс плавно да е преминал в българското Възраждане.

## Архитектура
По време на Палеологовия ренесанс сградите се създават вече не толкова мащабни, колкото са били през предходните епохи. Към паметниците на архитектурата от епохата на Палеологовия ренесанс се отнася църквата „Хора“, най-съхраненият византийски паметник на архитектурата. Църквата „Христос Спасител“ влиза в Списъка на световното културно и природно наследство на ЮНЕСКО .
- Фасадата на църквата Хора
- придел на църква Хора
- Мозайка със сюжет бягство в Египет в църква Хора
- Свод на южния купол на нартекса на църква Хора
- Сводът на купола на църква Хора

## Декоративно-приложно изкуство
Към произведенията на декоративно-приложното изкуство на Палеологовия ренесанс се отнася например частично съхранената мозайка „Дейсис“ в Света София.
- Мозайка „Дейсис“ (общ вид), създадена по време на управлението на Палеолозите. Храм „Света София“ в Истанбул.
- Мозайка „Дейсис“ (фрагмент).
- „Мозайка Дейсис“ (фрагмент).
- „Мозайка Дейсис“ (фрагмент).

## Разпространение и влияние
От Византия се разпространява във Втората българска държава, Рашка, Душановата държава, а по-късно и към другите славянски православни земи. Влиянието му след превземането на Константинопол продължава в древноруските земи, на остров Крит и на Италийския полуостров до към 17 век.
Пример за живопис от епохата на Палеологовия ренесанс е фреската „Белият ангел“ в манастира Милешево, Сърбия.
- Белият ангел
- Белият ангел (фрагмент)
- Севастократорка Десислава [4]
- Севастократорка Десислава и севастократор Калоян[5]
- Константин и Ирина[6]

## Обекти
- Църква „Христос Спасител“ – Константинопол
- Колушка църква
- църквата на Земенски манастир
- Боянска църква
- кралската църква в манастира Студеница, Рашка
- църквата в манастира Сопочани, Рашка
- църквата „Възнесение Христово“ в манастира Милешево, Стари Влах
- църквата на манастира Каленич в Поморавието
- църквата на манастира Манасия на река Ресава в Поморавието
- Мистра
- Света София
- църквата „Христос Спасител“ на манастира църква „Хора“, Константинопол

## Творци
- Андрей Рубльов
- Михаил и Евтихий

- Фреска на Константин Кавасила от Михаил и Евтихий
- Икона на Свети Климент от църквата от Михаил и Евтихий
- Икона на Свети Наум от църквата от Михаил и Евтихий

- Теофан Грък

- Донската икона на Божията Майка, дело на Теофан Грък
- Успение на Света Богородица – от 1392 г. дело на Теофан Грък
- Христос Вседържител – от 1378 г. дело на Теофан Грък